# Christopher Lawford
Christopher Kennedy Lawford (n. 29 martie 1955, Santa Monica, California, SUA – d. 4 septembrie 2018, Vancouver, British Columbia, Canada) a fost un actor și scriitor american, nepot al fostului președinte american John Fitzgerald Kennedy.